# Cartago
Cartago [kaɾˈtaɣo] ist eine Stadt im mittelamerikanischen Staat Costa Rica und Hauptstadt der gleichnamigen Provinz. Die Bevölkerung belief sich im Jahr 2011 auf 147.898 Einwohner.
Sie befindet sich etwa 22 km östlich der Hauptstadt San José auf einer Höhe von etwa 1432 m über Meereshöhe am südlichen Fuß des Vulkans Irazú.

## Geschichte
Der spanische Konquistador Juan Vázquez de Coronado gründete die Stadt Cartago im Jahre 1563 als erste spanische Siedlung im heutigen Costa Rica. Von der Gründung bis zur Unabhängigkeit Costa Ricas im Jahre 1821 war sie Sitz des spanischen Gouverneurs. Die Hauptstadt wechselte zunächst mehrmals zwischen Cartago, San José und Alajuela, wurde aber 1823 durch den ersten gewählten Staatschef Juan Mora Fernández endgültig in das damals kleine Dorf San José verlegt.
1723 wurde die Stadt durch eine Eruption des Irazú zerstört. Größere Erdbeben in den Jahren 1822, 1841 und 1910 führten zu schweren Schäden. Ein weiterer Ausbruch des Vulkans im Jahre 1963 fügte der Stadt ebenfalls schwere Schäden zu.
1842 wurde das Colegio San Luis Gonzaga gegründet, die älteste höhere Bildungseinrichtung des Landes.
Im Jahr 1907 wurde die Stadt Sitz des neu gegründeten Zentralamerikanischen Gerichtshofs, dieser wurde allerdings aufgrund des Erdbebens von 1910 mit Beginn des Jahres 1911 nach San José verlegt.
Jährlich am 2. August strömen hunderttausende Pilger zur wichtigsten Kirche des Landes, der Basílica de Nuestra Señora de Los Ángeles. In der Kirche wird eine Statue der schwarzen Madonna (La Negrita) aufbewahrt, der Heilkräfte zugesprochen werden.
1971 wurde in Cartago die technische Universität Instituto Tecnológico de Costa Rica eröffnet.
2005 wurde in der Stadt das römisch-katholische Bistum Cartago errichtet und die Kirche Nuestra Señora de El Carmen zur Kathedrale erhoben.

## Sehenswürdigkeiten im Stadtzentrum
- Las Ruinas de la Parroquia de Santiago Apóstol: Im Park der Stadt befindet sich die Ruine der nie fertiggestellten Kirche des Apostels Jakobus (Santiago), die zu den nationalen Kulturdenkmälern Costa Ricas zählt. Von der einheimischen Bevölkerung wird diese als Las Ruinas bezeichnet. Ein Vorgängerbau aus dem Jahr 1575 wurde durch die Erdbeben der Jahre 1630 und 1656 zerstört, weshalb 1656 mit dem Neubau der Kirche begonnen wurde, der 1662 abgeschlossen und geweiht werden konnte. Zum Neubau dieser Kirche gehörten eine Betkapelle sowie eine Aussegnungskapelle. Weitere Erdbeben 1718 und 1756 führten zu schweren Beschädigungen an der Konstruktion, die jedoch wieder repariert werden konnten. Am 2. September 1841 bebte die Erde in Cartago erneut. Bei diesem als San Antolín bezeichneten Beben wurde die Kirche so weit zerstört, dass sie einem Neubau weichen musste. 1870 wurde unter der Leitung von Luis Llach und dem deutschstämmigen Architekt Francisco Kurtz der Neubau im romanischen Baustil begonnen. Bereits kurze Zeit nach dem Baubeginn wurden die Arbeiten unterbrochen und erst 30 Jahre später zwischen 1903 und 1904 wieder aufgenommen. Das endgültige Aus für die Kirche brachte das Santa-Monica-Erdbeben 1910. Danach entschloss man sich, die Kirche nicht wieder aufzubauen und eine neue Kirche, die Basilika Nuestra Señora de los Ángeles, etwas weiter östlich zu bauen. Die Ruine der Kirche wurde am 25. August 1982 per Dekret Nr. 13799-C zum Kulturdenkmal Costa Ricas erklärt.
- Basilika Nuestra Señora de los Ángeles, Wallfahrtskirche
- „La Negrita“, die schwarze Madonna Costa Ricas. Sie befindet sich von September bis 2. August in der Basilika Nuestra Señora de los Ángeles und danach für einen Monat in der Kathedrale von Costa Rica.
- Kathedrale Nuestra Señora de El Carmen, Kathedrale des Bistums Cartago, erbaut 1954–1960[2] im Art-déco-Stil.
- Traditionelles Wohnhaus des costa-ricanischen Staatspräsidenten Jesús Jiménez Zamora (1823–1897), ist im landestypischen Stil erbaut und vollständig erhalten.
- Colegio San Luis Gonzaga, älteste weiterführende Schule Costa Ricas im neoklassizistischen Baustil.
- Stadtmuseum – Museo Municipal de Cartago, im ehemaligen Gefängnis der Stadt

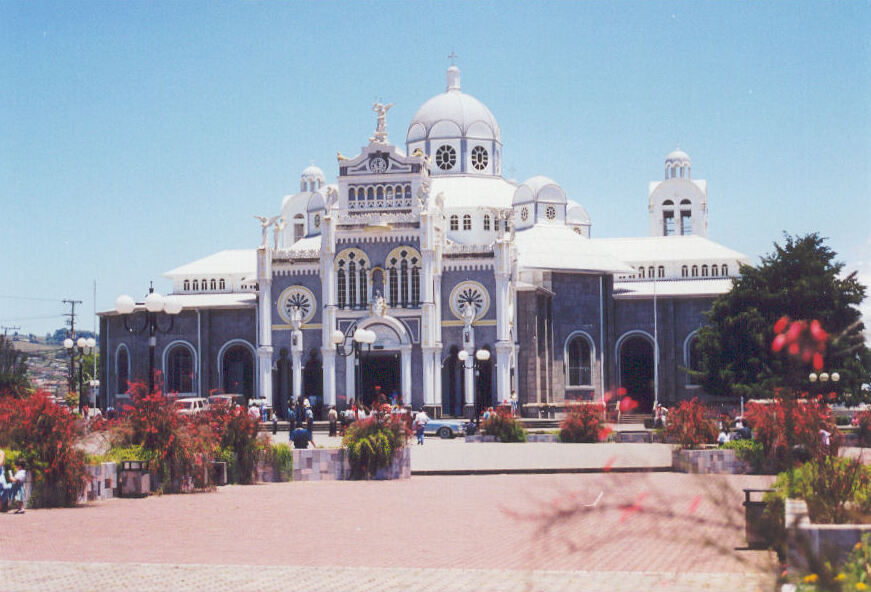
Nuestra Señora de El Carmen
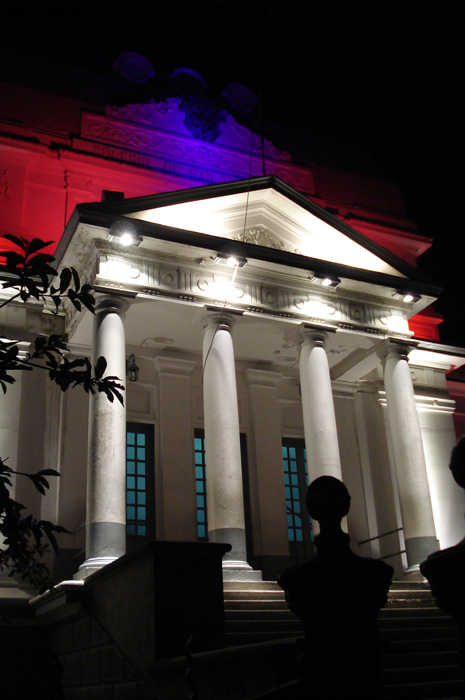
Colegio San Luis Gonzaga
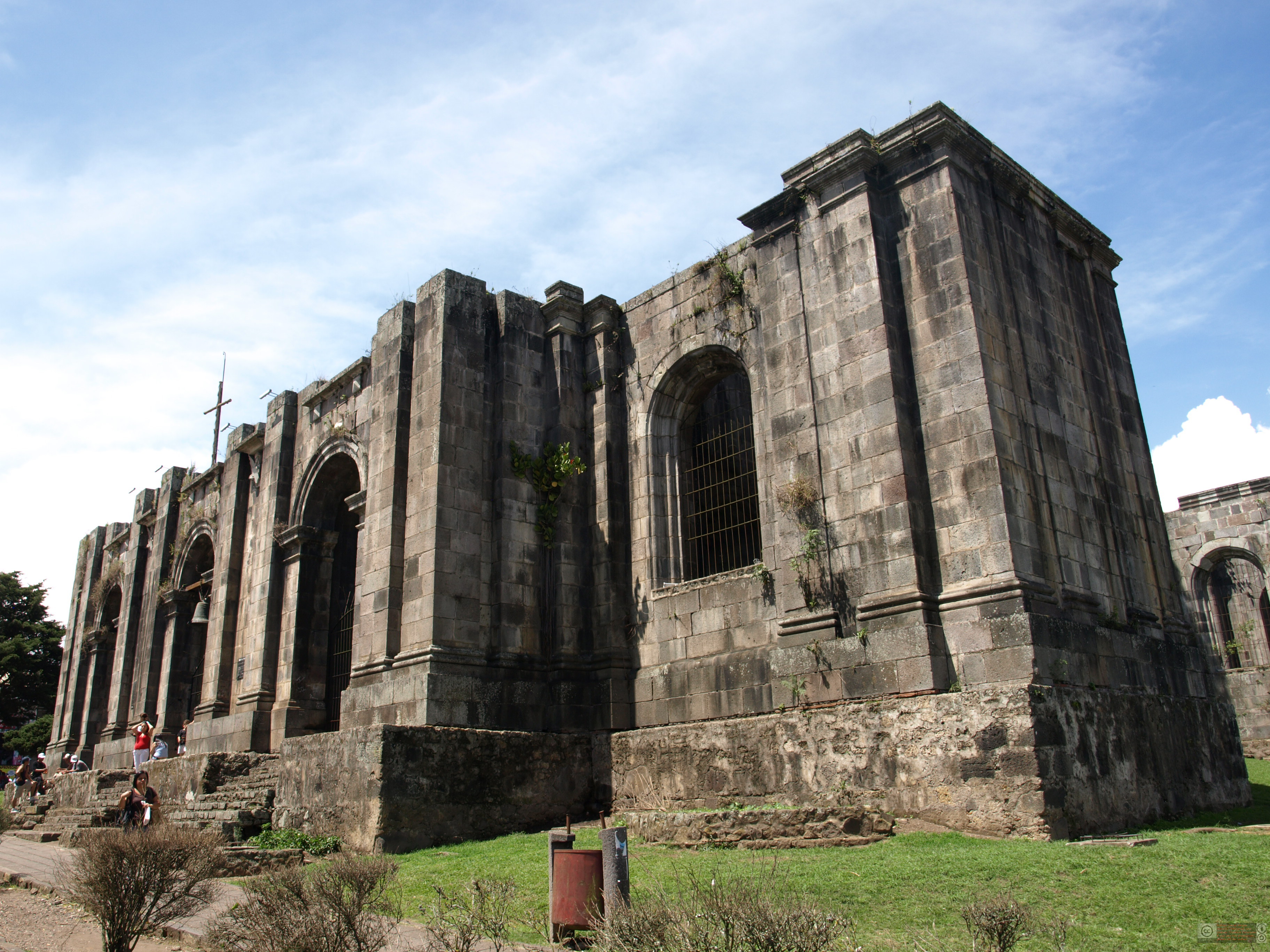
Kirchenruine St. Jakobus
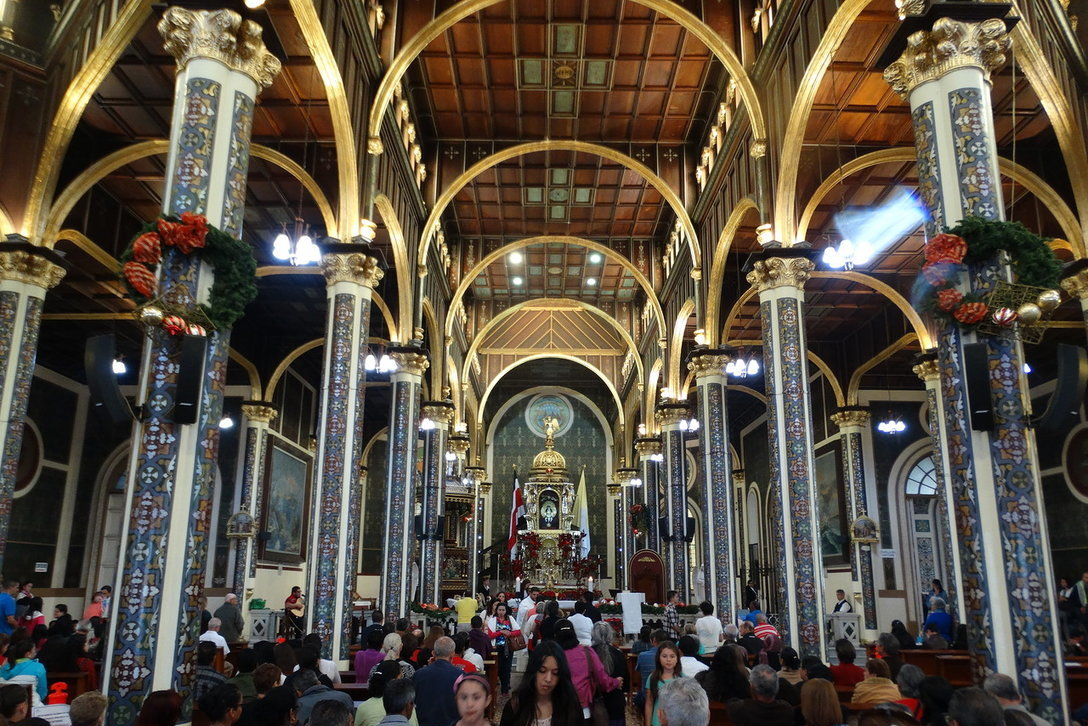
Innenansicht der Basilika

|                       | Jan  | Feb  | Mär  | Apr  | Mai   | Jun   | Jul   | Aug   | Sep   | Okt   | Nov   | Dez  |   |         |
| Mittl. Tagesmax. (°C) | 22,9 | 23,7 | 24,9 | 25,6 | 25,8  | 25,3  | 24,7  | 25,1  | 25,4  | 25,1  | 24,0  | 23,0 | ⌀ | 24,6    |
| Mittl. Tagesmin. (°C) | 12,0 | 12,8 | 12,9 | 13,7 | 14,2  | 14,3  | 14,3  | 14,1  | 13,9  | 14,0  | 14,1  | 13,7 | ⌀ | 13,7    |
|                       |      |      |      |      |       |       |       |       |       |       |       |      |   |         |
| Niederschlag (mm)     | 33,0 | 19,7 | 14,8 | 46,1 | 186,8 | 202,1 | 126,3 | 153,9 | 250,2 | 250,9 | 112,3 | 58,1 | Σ | 1.454,2 |

| 12,0 |

| 12,8 |

| 12,9 |

| 13,7 |

| 14,2 |

| 14,3 |

| 14,3 |

| 14,1 |

| 13,9 |

| 14,0 |

| 14,1 |

| 13,7 |

| 12,0 |

| 12,8 |

| 12,9 |

| 13,7 |

| 14,2 |

| 14,3 |

| 14,3 |

| 14,1 |

| 13,9 |

| 14,0 |

| 14,1 |

| 13,7 |

## Sport
Der Club Sport Cartaginés ist mit der Gründung im Jahr 1906 einer der ältesten und traditionsreichsten Fußballklubs Costa Ricas.

## Söhne und Töchter der Stadt
- Joaquín de Oreamuno y Muñoz de la Trinidad (1755–1827), Staatschef Costa Ricas
- Pedro José de Alvarado y Baeza (1767–1839), Priester und Präsident von Costa Rica
- José Santos Lombardo y Alvarado (1775–1829), Präsident von Costa Rica
- José Rafael de Gallegos y Alvarado (1784–1850), Staatschef von Costa Rica
- Francisco Gómez de Altamirano y de Elizondo (1796–1838), Jefe Supremo der Provinz El Salvador in der Zentralamerikanischen Konföderation
- Braulio Evaristo Carrillo Colina (1800–1845), Staatschef von Costa Rica
- Joaquín Eufrasio Guzmán (1801–1875), Präsident von El Salvador
- Francisco María Oreamuno Bonilla (1801–1856), Präsident von Costa Rica
- Evaristo Carazo Aranda (1822–1889), Politiker
- Jesús Jiménez Zamora (1823–1897), Präsident von Costa Rica
- Aniceto Esquivel Sáenz (1824–1898), Präsident von Costa Rica
- Guillermo Rojas y Arrieta (1855–1933), Erzbischof von Panama
- Francisco Aguilar Barquero (1857–1924), Präsident von Costa Rica
- Ricardo Jiménez Oreamuno (1859–1945), Präsident von Costa Rica
- Vicente Lachner Sandoval (1868–1947), Biologe, Arzt und Pädagoge
- Alberto Oreamuno Flores (1905–1980), Professor für Medizin und Politiker
- Antonio Troyo Calderón (1923–2015), römisch-katholischer Geistlicher
- Rodrigo Carazo Odio (1926–2009), Politiker
- Jaime Meza (1926–2016), Fußballspieler
- Wálter Quesada (* 1970), Fußballschiedsrichter
- Randall Brenes (* 1983), Fußballspieler
- Henry Raabe Méndez (* 1983), Radrennfahrer
- Carlos Johnson (* 1984), Fußballspieler
- David Jiménez (* 1992), Boxer
- Kenneth Tencio (* 1993), BMX-Freestyle-Fahrer
- Kevin Rivera (* 1998), Radrennfahrer